# Pandemia de COVID-19 en Entre Ríos
El primer caso confirmado de la Pandemia de COVID-19 en Entre Ríos se dio a conocer el 13 de marzo de 2020. Se trataba de un ciudadano de edad y nombre desconocido que procedía del exterior. Desde entonces, se han reportado 16,159 casos confirmados en la totalidad de la provincia.

## Cronología

### 2020: Brote inicial, crecimiento exponencial y primera ola
Casos sospechosos
Primeros casos

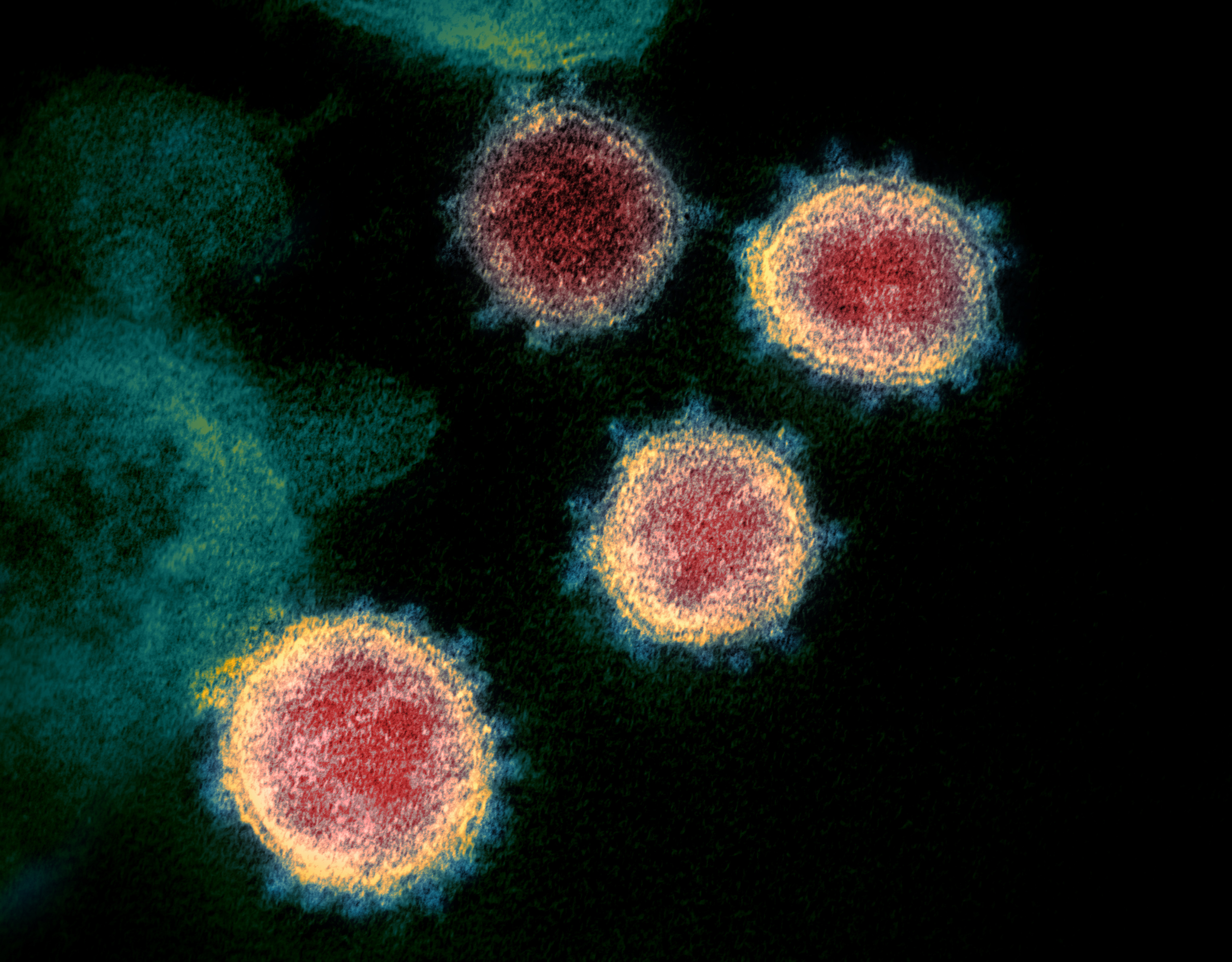
Imagen del SARS-CoV-2 captada a través de un microscopio electrónico de transmisión del Instituto Nacional de Alergias y Enfermedades Infecciosas.

El día 13 de marzo del año 2020 se confirmó el primer caso de contagio por el nuevo coronavirus (SARS-CoV-2) en la provincia argentina de Entre Ríos. Se trataba de un paciente de sexo masculino de edad desconocida, quién había regresado de un viaje por algunos países de Europa. El paciente originario de la ciudad argentina de Gualeguay presentó sintomatología relacionada con la enfermedad y tiempo después se procedió a tomarle una muestra para COVID-19. Se supo que el Instituto Malbrán informó que el análisis había dado por resultado, positivo, confirmándose así un primer caso infectado en la provincia. Mediante un comunicado, las autoridades entrerrienses informaron que el paciente evolucionaba favorablemente.

## Impacto

### Educación
2020
2021
2022

## Vacunación

### Estadísticas

#### Vacunas recibidas según tipo de fabricante
| Vacuna (Farmacéutica)                                   | N° de dosis recibidas (Último ingreso) | N° de ingresos |
| ------------------------------------------------------- | -------------------------------------- | -------------- |
|                                                         | 1 030 005 (23 de febrero de 2022)      | 33             |
|                                                         | 784 080 (20 de mayo de 2022)           | 33             |
|                                                         | 626 760 (10 de mayo de 2023)           | 27             |
|                                                         | 467 820 (17 de mayo de 2023)           | 22             |
| 1.° componente                                          | 383 610 (16 de febrero de 2023)        | 31             |
| 2.° componente                                          | 304 300 (21 de enero de 2022)          | 25             |
|                                                         | 32 780 (17 de julio de 2022)           | 5              |
| Total                                                   | 3 629 355                              | 176            |
| Fuente: Monitor de vacunas contra la COVID-19 recibidas |                                        |                |